# Słonioząbek wielkouchy
Słonioząbek wielkouchy, słonioząbek chilijski (Loxodontomys micropus) – gatunek ssaka z podrodziny bawełniaków (Sigmodontinae) w obrębie rodziny chomikowatych (Cricetidae), zasiedlający tereny południowej Ameryki Południowej.

## Zasięg występowania
Słonioząbek wielkouchy występuje w południowym Chile i południowo-zachodniej Argentynie.

## Taksonomia
Gatunek po raz pierwszy zgodnie z zasadami nazewnictwa binominalnego opisał w 1837 roku brytyjski przyrodnik George Robert Waterhouse nadając mu nazwę Mus micropus. Holotyp pochodził z wnętrza równiny Patagonii na 50°S, w pobliżu brzegów rzeki Santa Cruz, w Argentynie. Jedyny przedstawiciel rodzaju słonioząbek (Loxodontomys) który opisał w 1947 amerykański teriolog Wilfred Hudson Osgood.
Chociaż L. micropus jest obecnie jedynym gatunkiem Loxodontomys, wstępnie powiązane z nim taksony pikumche i fumipes wymagają dodatkowych badań w celu wyjaśnienia ich statusu. Autorzy Illustrated Checklist of the Mammals of the World uznają ten takson za gatunek monotypowy.

### Etymologia
- Loxodontomys: gr. λοξος loxos „krzywy, ukośny”[11]; οδους odous, οδοντος odontos „ząb”[12]; μυς mus, μυος muos „mysz”[13].
- micropus: gr. μικροπους mikropous, μικροποδος mikropodos „mało-stopy”, od μικρος mikros „mały”; πους pous, ποδος podos „stopa”[14].

## Morfologia
Długość ciała (bez ogona) 99–144 mm (średnio 126 mm), długość ogona 80–112 mm (średnio 97 mm), długość ucha 15–23 mm (średnio 19 mm), długość tylnej stopy 25–32 mm (średnio 29 mm); masa ciała 30–64 g (średnio 47 g). 